# Бонуччи, Леонардо
Леона́рдо Бону́ччи (итал. Leonardo Bonucci, итальянское произношение: [leoˈnardo boˈnuttʃi]; род. 1 мая 1987[…], Витербо, Лацио) — итальянский футболист, центральный защитник. Выступал за национальную сборную Италии. Участник чемпионата Европы 2016 года, а также чемпионатов мира 2010 и 2014 годов. Серебряный призёр чемпионата Европы 2012 года. Бронзовый призёр Кубка конфедераций 2013 года. Чемпион Европы 2021 года. Занимает 4-е место по количеству матчей за сборную Италии.
Леонардо начал свою карьеру в «Интернационале» в 2005 году, следующие несколько сезонов проведя в арендах в «Тревизо» и «Пизе». В 2009 году перешёл в «Бари». Его техника, игровые способности и оборонительные качества позволили Бонуччи переехать в Турин, а именно — в «Ювентус» всего лишь год спустя. Через некоторое время Бонуччи стал одним из ключевых игроков «старой синьоры», организовав, одну из самых надёжных оборонительных линий за последнее время вместе с Джорджо Кьеллини и Андреа Бардзальи, зарекомендовав себя как один из лучших защитников мирового футбола.

## Клубная карьера
Леонардо Бонуччи — воспитанник «Витербезе», команды из его родного города. В юношеские годы долгое время выступал на позиции атакующего и центрального полузащитника, а иногда и центрфорварда, однако в 17 лет, по совету тренера «Витербезе» Карло Перроне, переместился в центр обороны.

### «Интернационале»
Летом 2005 года, в возрасте 18 лет, перешёл в «Интернационале» на правах аренды.
14 мая 2006 года дебютировал за «Интер» в матче чемпионата Италии с «Кальяри», заменив на 90-й минуте Сантьяго Солари. «Интер» выкупил контракт Бонуччи по окончании сезона, однако в следующем сезоне он сыграл лишь в трёх матчах Кубка Италии, заменяя Вальтера Самуэля и Фабио Гроссо.
В составе «Интера», Бонуччи выиграл молодёжный Кубок Италии 2005/06 и молодёжный чемпионат Италии 2006/07.

### «Тревизо» и «Пиза»
В январе 2007 года «Интер», желая приобрести Роберта Аквафреску, уступил 50 % прав на Бонуччи клубу серии Б «Тревизо».
1 июля 2007 года Бонуччи официально стал игроком «Тревизо». В «Тревизо» Бонуччи провёл один сезон, сыграв в 20-ти матчах серии Б 2007/08. В июне 2008 года «Интер» выкупил права на Бонуччи у «Тревизо» за 700 тысяч евро, но оставил игрока в клубе уже на правах аренды.
Бонуччи провёл в «Тревизо» половину сезона 2008/09, сыграв в 13-ти матчах, прежде чем был арендован клубом «Пиза», где провёл вторую половину сезона 2008/09, сыграв 18-ти матчах.

### «Дженоа» и «Бари»

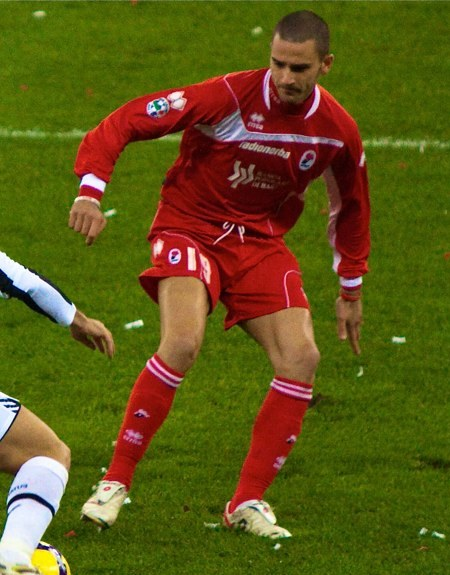
Бонуччи в составе «Бари» в 2009 году

8 июня 2009 года все права на Бонуччи были переданы «Дженоа». Он стал частью сделки по трансферу из «Дженоа» в «Интер» Тиаго Мотты и Диего Милито. Не сыграв за клуб ни одной игры, 2 июля 2009 года Бонуччи был продан в клуб «Бари», купивший половину прав на футболиста.
Бонуччи дебютировал за «Бари» в матче против «Интера», который завершился вничью 1:1. В «Бари» Бонуччи стал твёрдым игроком стартового состава команды. Дуэт в центре обороны c Андреа Раноккьей, который также принадлежал «Дженоа», сделал «Бари» одной из самых редко пропускающих команд в серии А (после первого круга клуб занимал 2-е место по этому показателю). Лишь после травмы Раноккья эффективность обороны «Бари» снизилась. Российский клуб «Рубин» проявлял интерес к обоим игрокам, однако руководство «Бари» отказало потенциальным покупателям.
30 января 2010 года Бонуччи забил свой первый мяч за «Бари», поразив ворота «Палермо». К завершающим турам серии А 2009/10 «Дженоа» выразил желание выкупить у «Бари» проданную им ранее половину прав на Бонуччи, однако в итоге именно «Бари» полностью выкупил контракт Бонуччи, заплатив «Дженоа» 8 миллионов евро.

### «Ювентус»
28 июня 2010 года Бонуччи подписал пятилетний контракт с туринским «Ювентусом», сумма трансфера составила 15,5 миллионов евро. Игрок получил футболку с номером «19».
Дебютировал в официальных соревнованиях 29 июля в первом матче третьего отборочного раунда Лиги Европы, в Ирландии против местного «Шемрок Роверс». 19 августа отличился голом, в результате чего «Ювентус» победил в плей-офф Лиги Европы австрийский «Штурм» (2:1). 18 сентября Леонардо забил первый гол за «Юве» в серии А, поразив ворота «Удинезе». В своём первом сезоне в составе «бьянконери» Бонуччи составил «ядро» обороны клуба вместе с Джорджо Кьеллини и Андреа Бардзальи, чаще всего играя между этими двумя защитниками при расстановке 3-5-2 или же справа в центре обороны при 4-3-3. Данное трио получило неофициальное название BBC, составленное из инициалов фамилий защитников.
В сезоне 2011/12 в команду был назначен новый тренер — Антонио Конте. Ожидалось, что команда окончательно перейдёт на схему с двумя центральными защитниками, так как новый тренер часто использовал именно такие тактические схемы в своих предыдущих командах, из-за чего Бонуччи был вынужден покинуть основной состав и переместиться на скамейку запасных, однако после нескольких экспериментов с тактикой, Конте вернул схему с тремя центральными защитниками, позволив Бонуччи снова вернуться в стартовый состав. В течение нескольких следующих сезонов это трио зарекомендовало себя как одна из лучших защитных линий в мировом футболе 2 апреля 2012 года контракт Леонардо со «старой синьорой» был продлён до 30 июня 2017 года.

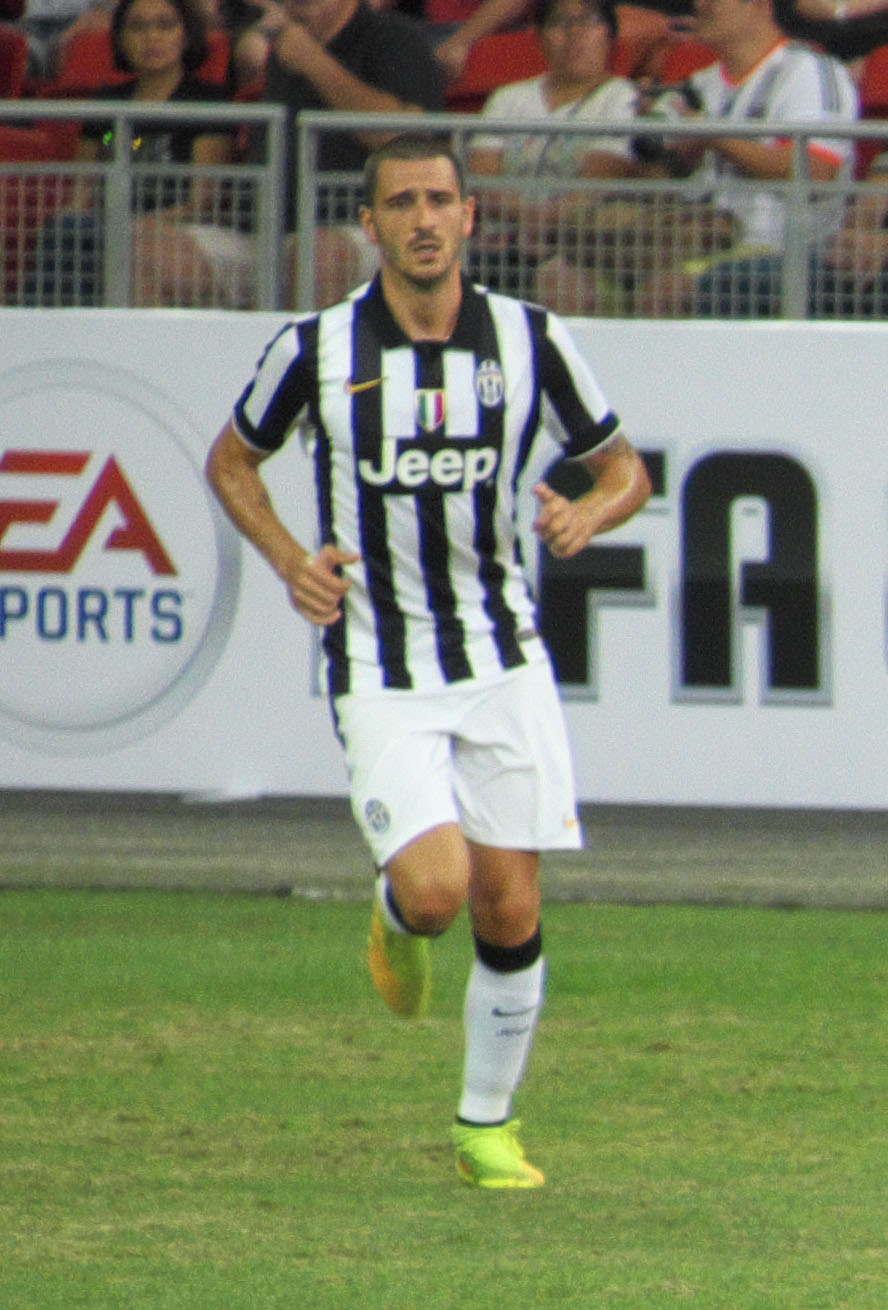
Бонуччи в составе «Ювентуса» в 2014 году

Новый сезон для Бонуччи начался с победы в Суперкубке Италии. Его дебют в Лиге чемпионов состоялся в матче группового этапа против «Челси». 2 октября 2012 в матче Лиги чемпионов против донецкого «Шахтёра» Бонуччи забил свой первый гол в турнире и второй по счёту в еврокубках. В декабре 2012 года Бонуччи подвергся серьёзной критике из-за симуляции в матче против «Палермо».
3 апреля 2014 года Бонуччи забил решающий мяч в матче четвертьфинала Лиги Европы против «Лиона», позволив «Ювентусу» выйти в следующий раунд.
25 января 2015 года, в игре против «Кьево», Бонуччи провёл свой 200-й матч за «Ювентус». 6 июня 2015 года Бонуччи вышел в стартовом составе «бьянконери» в финальном матче Лиги чемпионов 2014/15 против каталонской «Барселоны», но «Ювентус» потерпел поражение со счётом 3:1. 24 ноября 2015 года Бонуччи был номинирован на включение в состав «команды года» УЕФА. 2 марта 2016 года Леонардо впервые вышел на поле в качестве капитана «бьянконери» из-за отсутствия Джанлуиджи Буффона и Джорджо Кьеллини, забив решающий мяч в матче кубка Италии против «Интера» на «Сан-Сиро», что позволило «Ювентусу» выйти в финал, однако из-за жёлтой карточки, полученной во время матча, Бонуччи не смог принять участия в финальном матче, в котором «Ювентус» одержал победу и выиграл кубок.
В начале сезона 2016/17 Леонардо забил мяч в матче против «Наполи», во время празднования забитого мяча показав руками инициалы своего сына, Маттео, который в это время испытывал серьёзные проблемы со здоровьем. 27 ноября Бонуччи получил травму в матче с «Дженоа», выбыв из строя на 60 дней. 19 декабря 2016 года Бонуччи продлил свой контракт с «Ювентусом» до 2021 года. 5 января 2017 года Бонуччи попал в команду года УЕФА. 17 февраля Бонуччи провёл свой 300-й матч в составе «старой синьоры».
В общей сложности Леонардо провёл за «Ювентус» 319 матчей и забил 19 мячей.

### «Милан»
14 июля 2017 года Бонуччи официально стал игроком «Милана», заключив контракт сроком на 5 лет. Сумма трансфера составила 40 миллионов евро плюс 2 миллиона евро в виде бонусов. Зарплата Бонуччи в «Милане» составила 8 миллионов евро за сезон, что позволило ему стать самым высокооплачиваемым игроком в Италии, передвинув на второе место нападающего «Ювентуса» Гонсало Игуаина (7,5 миллионов евро в год). Вскоре после своей презентации, Бонуччи также был объявлен новым капитаном «Милана».
Первая половина сезона в составе «россонери» оказалась не слишком успешной. Команда Винченцо Монтеллы находилась в кризисе, сам же Бонуччи использовался в непонятной для него самого роли; у защитника стала пропадать уверенность, что приводило к ошибкам на поле.
Вторая половина сезона, после увольнения Монтеллы и назначения Дженнаро Гаттузо, сложилась для Бонуччи более благополучно, в связи с установкой чёткой игровой модели и окончания тактических экспериментов, а также выбор в пользу Алессио Романьоли в качестве второго защитника в пару к Бонуччи. 6 января 2018 года Леонардо забил свой дебютный гол за «Милан» в домашнем матче 20-го тура серии А против «Кротоне». 31 марта 2018 года Бонуччи, опередив в верховой борьбе Бардзальи и Кьеллини, забил гол в ворота своей бывшей команды — «Ювентуса», прервав долгосрочную серию сухих матчей у вратаря «бьянконери» Джанлуиджи Буффона.

### Возвращение в «Ювентус»
Летом 2018 года Бонуччи изъявил желание вернуться обратно в Турин и попросил новое руководство «Милана» о трансфере. 2 августа 2018 года было объявлено о том, что «Милан» и «Ювентус» достигли соглашения по прямому обмену Бонуччи на 24-летнего защитника «бьянконери» Маттиа Кальдара. Трансферная стоимость обоих игроков была оценена клубами в 35 миллионов евро. Ради возвращения в «Ювентус», Бонуччи отклонил предложения «Реала», «Манчестер Сити» и «Манчестер Юнайтед», а также согласился на понижение зарплаты с 8 до 5,5 миллионов евро. 20 октября 2018 года, впервые с момента возвращения, вышел на поле в качестве капитана «Ювентуса».

### «Унион» (Берлин)
1 сентября 2023 года подписал контракт с немецким клубом «Унион» (Берлин). 20 сентября 2023 года дебютировал в матче Лиги чемпионов УЕФА против мадридского «Реала» (0:1), также являвшемся дебютной игрой «Униона» в этом турнире. 7 октября забил первый гол за команду, реализовав пенальти в проигранном матче чемпионата против дортмундской «Боруссии» (2:4).

### «Фенербахче»
11 января 2024 года перешёл в «Фенербахче». По окончании сезона, 26 мая того же года объявил о завершении карьеры футболиста.

## Международная карьера
В феврале 2010 года Бонуччи впервые был вызван в состав сборной Италии под руководством Марчелло Липпи. 3 марта 2010 года он дебютировал в сборной в товарищеской игре с Камеруном, завершившейся со счётом 0:0. При этом в игре он вышел в стартовом составе, вместе с Фабио Каннаваро и Джорджо Кьеллини, составив линию обороны команды, игравшей по схеме 3-4-3.
В мае 2010 года Бонуччи попал в предварительный состав сборной, готовящейся к чемпионату мира. Бонуччи забил свой первый гол в составе сборной 3 июня 2010 года в товарищеском матче против сборной Мексики. На сам турнир Леонардо поехал, но на поле так и не появился.

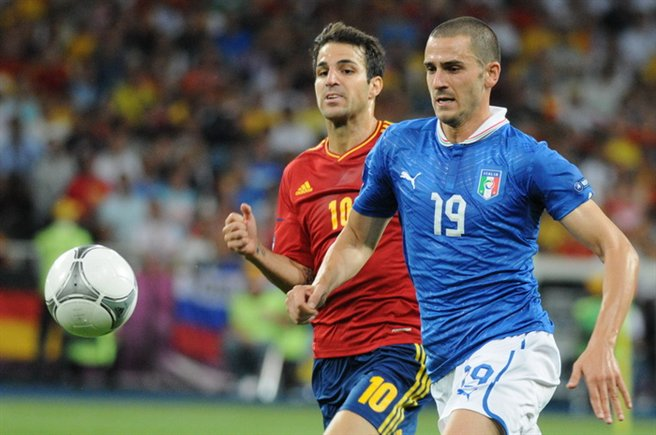
Бонуччи (справа) борется с Сеском Фабрегасом в финале Евро-2012

На Евро-2012 Бонуччи отыграл на привычном для себя высоком уровне, сыграв 5 матчей из 6 возможных, и сыграв важную роль в выходе своей сборной в финал турнира, где Италия проиграла сборной Испании со счётом 0:4.
3 июня 2013 года Чезаре Пранделли включил Леонардо в состав национальной сборной на Кубок конфедераций 2013 года. 27 июня, в полуфинальном матче против испанской сборной, состоявшемся в городе Форталеза, в серии послематчевых пенальти Бонуччи не реализовал свой удар, в результате чего сборная Италии проиграла, но не вылетела с турнира, получив возможность сыграть в матче за третье место со сборной Уругвая. В этом матче итальянцы выиграли в серии послематчевых пенальти с общим счётом 3:2, но сам Бонуччи пенальти уже не бил.

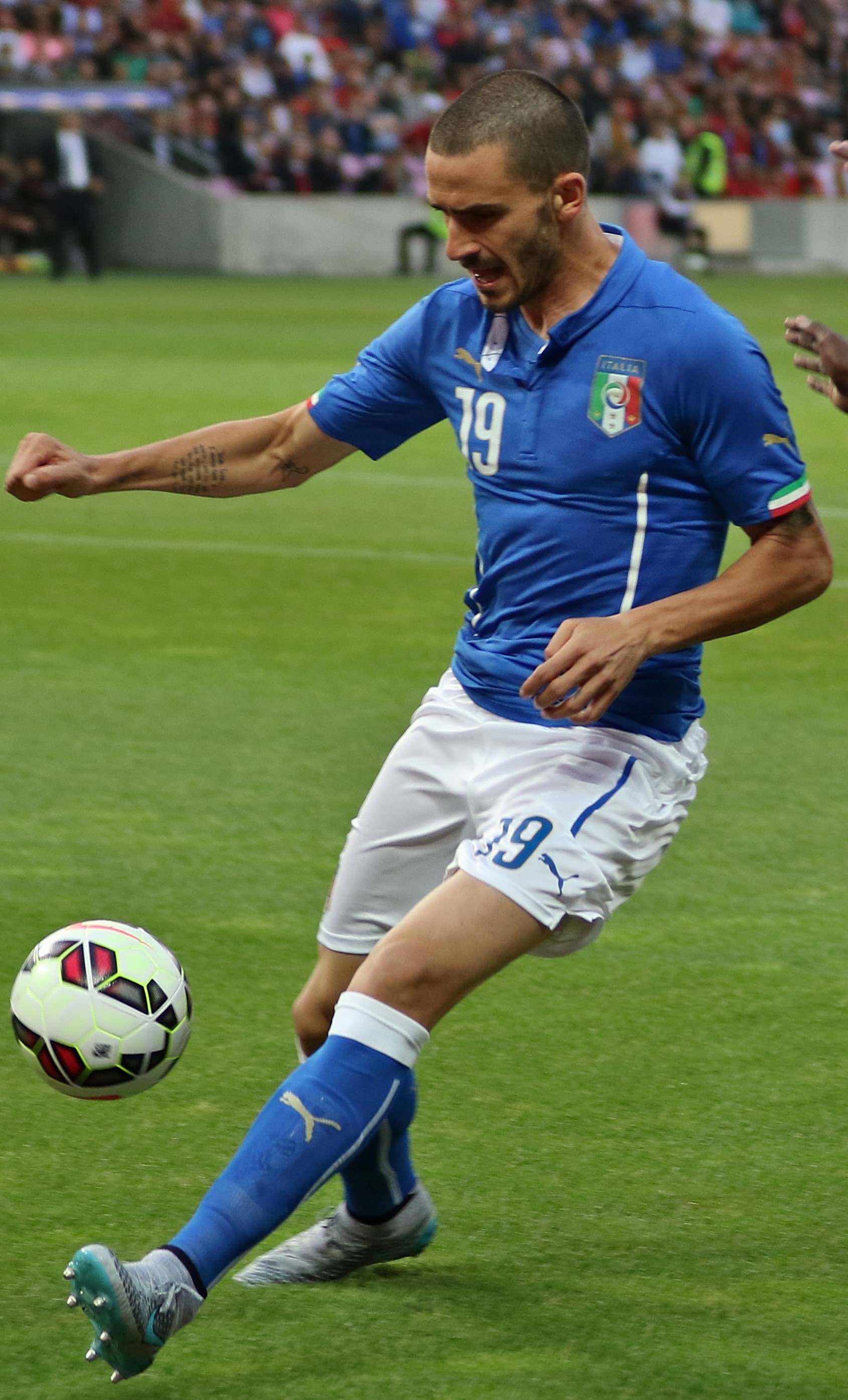
Бонуччи в составе национальной сборной Италии

Бонуччи был вызван в сборную на чемпионат мира 2014 года в Бразилии, но на поле появился лишь раз.
4 сентября 2014 года, под руководством нового тренера сборной Антонио Конте, Бонуччи впервые примерил капитанскую повязку национальной сборной, заменив Даниэле Де Росси в матче против сборной Нидерландов. 18 ноября, в товарищеском матче против сборной Албании, Бонуччи впервые появился на поле в качестве капитана с самого начала матча.
31 мая 2016 года Бонуччи был вызван в сборную для участия в Евро-2016. 13 июня Леонардо отдал голевую передачу на Эмануэля Джаккерини, забросив мяч ему на ход, что позволило игроку забить первый гол итальянской сборной на турнире. В матче 1/4 финала со сборной Германии Бонуччи забил мяч в основное время игры, не реализовав свой удар в серии послематчевых пенальти, в итоге Германия прошла в следующий раунд, а Италия вылетела с турнира. Сам же Бонуччи по ходу турнира несколько раз признавался «игроком матча».
В мае 2018 года был объявлен новым капитаном сборной Италии после того как Джанлуиджи Буффон завершил международную карьеру.
25 марта 2021 года провёл свой 100-й матч в составе сборной Италии в домашнем матче первого тура отборочного турнира чемпионата мира 2022 против сборной Северной Ирландии (2:0), выйдя в стартовом составе и отыграв всю игру. Он стал восьмым футболистом сборной Италии, кому покорилась эта отметка.
11 июля 2021 года стал чемпионом Европы в составе сборной Италии в матче против Англии 1:1 (пен. 3:2).
Единственный гол в основное время за сборную Италии забил именно Леонардо, став самым возрастным автором гола в истории финалов Евро (34 года, 71 день).
По окончании матча был признан лучшим игроком финала Евро-2020.

## Тренерская карьера
В октябре 2024 года Бонуччи начал свою тренерскую карьеру в качестве помощника главного тренера молодежной сборной Италии до 20 лет, которую возглавляет Бернардо Корради.

## Стиль игры
В начале своей карьеры Бонуччи играл на позиции полузащитника, но впоследствии итальянец использовался в качестве центрального защитника. Прежде всего, Леонардо известен своей техникой и искусством передач, благодаря которым он может начинать атаки своих команд из глубины. Высокий и сильный защитник с великолепным видением поля и умением читать игру. Бонуччи способен доставлять серьёзную опасность в воздухе, нередко забивая мячи. В течение всей своей карьеры Бонуччи развивался, по праву признаваясь одним из лучших защитников в мире. Помимо своих игровых качеств, к плюсам Леонардо причисляют его лидерские качества и несгибаемую волю.

## Личная жизнь
В июне 2011 года Бонуччи женился на своей давней подруге — Мартине Маккари, бывшей модели. У пары есть трое детей: Лоренцо (родился в июле 2012) , Маттео (родился 14 мая 2014) и Матильда (родилась 5 февраля 2019)
Его старший сын, Лоренцо, является болельщиком «Торино», в то время как его отец в течение 7 лет играл за «Ювентус», а эти клубы являются непримиримыми соперниками (см. туринское дерби). В июле 2016 года младший сын Бонуччи, Маттео, подвергся экстренной операции после обострения серьёзной болезни. В интервью Бонуччи признался, что из-за болезни сына задумывался об уходе из футбола:
В течение трёх или четырёх месяцев я был просто сам не свой, меня просто не интересовало то, что было вокруг, я думал только о сыне. Я всегда ненавидел больницы и старался избегать их, но в то время я должен был быть там, и я действительно старался быть спокойным. Маттео сейчас намного лучше, и наша семья чувствует себя сплочённей, чем когда-либо. Да, я думал о том, чтобы уйти из футбола, он в тот момент не был моим приоритетом. Приоритеты меняются в зависимости от ситуации, но в тот момент нам просто повезло.
Старший брат Бонуччи, Риккардо, тоже был футболистом, который так же играл на позиции центрального защитника. Отец Бонуччи владеет магазином красок в Витербо.
В мае 2012 года, во время массовых расследований в серии А, Бонуччи вместе с товарищем по «Ювентусу» Симоне Пепе и тренером Антонио Конте, а также многими другими игроками, были обвинены в участии в договорных матчах; Бонуччи обвинили в том, что во время своего пребывания в «Бари» он был вовлечён в сговор относительно матча против «Удинезе» в мае 2010 года, завершившегося со счётом 3:3, требуя отстранения игрока от футбольных матчей на три с половиной года. Бонуччи отрицал любые нарушения со своей стороны, и был оправдан в августе того же года.
В октябре 2012 года Бонуччи и его семья, а именно — жена и пятимесячный сын, столкнулись с вооружёнными грабителями, которые были намерены отобрать у защитника его наручные часы. Когда грабитель пытался снять часы с руки Бонуччи, он, как сообщается, ударил грабителя и впоследствии преследовал его по всей улице, но тот сумел скрыться на мотоцикле со своим сообщником.

## Достижения

### Командные
«Интер»
- Чемпион Италии: 2005/06
- Чемпион Италии (до 20 лет): 2007
- Обладатель Кубка Италии (до 20 лет): 2006[104]

«Ювентус»
- Чемпион Италии (8): 2011/12, 2012/13, 2013/14, 2014/15, 2015/16, 2016/17, 2018/19, 2019/20
- Обладатель Кубка Италии (4): 2014/15, 2015/16, 2016/17, 2020/21
- Обладатель Суперкубка Италии (5): 2012, 2013, 2015, 2018, 2020
- Финалист Лиги чемпионов (2): 2014/15, 2016/17

Сборная Италии
- Вице-чемпион Европы: 2012
- Бронзовый призёр Кубка конфедераций: 2013
- Чемпион Европы: 2020

### Личные
- Футболист года в Италии (Игрок сезона Серии А): 2016
- Член символической «сборной сезона» Лиги Европы (2): 2013/14[105], 2017/18[106]
- Член символической «сборной сезона» Лиги чемпионов: 2016/17[107]
- Член символической «сборной сезона» Серии А (4): 2014/15, 2015/16, 2016/17, 2019/20
- Входит в состав символической «команды года» по версии УЕФА: 2016
- Входит в состав символической «команды года» по версии L'Equipe: 2016
- Входит в состав символической «команды года» по версии IFFHS: 2017[108]
- Входит в состав символической сборной Европы по версии ESM: 2017
- Входит в состав символической сборной по итогам чемпионата Европы по версии УЕФА: 2020[109]
- Член сборной FIFPro (2): 2017, 2021
- Лучший защитник года по версии Globe Soccer Awards: 2021

## Государственные награды
- Кавалер ордена «За заслуги перед Итальянской Республикой» (16 июля 2021) — в знак признания спортивных ценностей и национального духа, которые вдохновили итальянскую команду на победу на чемпионате Европы по футболу 2020[110][111]

## Статистика

### Клубная статистика
| Клуб             | Сезон            | Лига | Лига | Кубок страны | Кубок страны | Еврокубки | Еврокубки | Прочие | Прочие | Итого | Итого |
| Клуб             | Сезон            | Игры | Голы | Игры         | Голы         | Игры      | Голы      | Игры   | Голы   | Игры  | Голы  |
| ---------------- | ---------------- | ---- | ---- | ------------ | ------------ | --------- | --------- | ------ | ------ | ----- | ----- |
| Интернационале   | 2005/06          | 1    | 0    | 0            | 0            | 0         | 0         | 0      | 0      | 1     | 0     |
| Интернационале   | 2006/07          | 0    | 0    | 3            | 0            | 0         | 0         | 0      | 0      | 3     | 0     |
| Интернационале   | Итого            | 1    | 0    | 3            | 0            | 0         | 0         | 0      | 0      | 4     | 0     |
| → Тревизо        | 2007/08          | 27   | 2    | 0            | 0            | —         | —         | —      | —      | 27    | 2     |
| → Тревизо        | 2008/09          | 13   | 2    | 1            | 0            | —         | —         | —      | —      | 14    | 2     |
| → Тревизо        | Итого            | 40   | 4    | 1            | 0            | —         | —         | —      | —      | 41    | 4     |
| → Пиза           | 2008/09          | 18   | 1    | 0            | 0            | —         | —         | —      | —      | 18    | 1     |
| → Пиза           | Итого            | 18   | 1    | 0            | 0            | —         | —         | —      | —      | 18    | 1     |
| Бари             | 2009/10          | 38   | 1    | 1            | 0            | —         | —         | —      | —      | 39    | 1     |
| Бари             | Итого            | 38   | 1    | 1            | 0            | —         | —         | —      | —      | 39    | 1     |
| Ювентус          | 2010/11          | 34   | 2    | 2            | 0            | 8         | 1         | —      | —      | 44    | 3     |
| Ювентус          | 2011/12          | 32   | 2    | 5            | 0            | —         | —         | —      | —      | 37    | 2     |
| Ювентус          | 2012/13          | 33   | 0    | 4            | 0            | 10        | 1         | 1      | 0      | 48    | 1     |
| Ювентус          | 2013/14          | 29   | 2    | 1            | 0            | 13        | 1         | 1      | 0      | 44    | 3     |
| Ювентус          | 2014/15          | 34   | 3    | 4            | 1            | 13        | 0         | 1      | 0      | 52    | 4     |
| Ювентус          | 2015/16          | 36   | 3    | 4            | 0            | 8         | 0         | 1      | 0      | 49    | 3     |
| Ювентус          | 2016/17          | 29   | 3    | 5            | 1            | 11        | 1         | 0      | 0      | 45    | 5     |
| Ювентус          | Итого            | 227  | 15   | 25           | 2            | 63        | 4         | 4      | 0      | 319   | 21    |
| Милан            | 2017/18          | 35   | 2    | 5            | 0            | 11        | 0         | 0      | 0      | 51    | 2     |
| Милан            | Итого            | 35   | 2    | 5            | 0            | 11        | 0         | 0      | 0      | 51    | 2     |
| Ювентус          | 2018/19          | 29   | 3    | 1            | 0            | 10        | 0         | 1      | 0      | 41    | 3     |
| Ювентус          | 2019/20          | 35   | 3    | 4            | 1            | 7         | 0         | 1      | 0      | 47    | 4     |
| Ювентус          | 2020/21          | 26   | 2    | 3            | 0            | 6         | 0         | 0      | 0      | 35    | 2     |
| Ювентус          | 2021/22          | 24   | 5    | 3            | 0            | 7         | 0         | 0      | 0      | 34    | 5     |
| Ювентус          | 2022/23          | 16   | 1    | 1            | 0            | 9         | 1         | 0      | 0      | 26    | 2     |
| Ювентус          | Итого            | 130  | 14   | 12           | 1            | 39        | 1         | 2      | 0      | 183   | 16    |
| Унион (Берлин)   | 2023/24          | 7    | 1    | 0            | 0            | 3         | 0         | 0      | 0      | 10    | 1     |
| Унион (Берлин)   | Итого            | 7    | 1    | 0            | 0            | 3         | 0         | 0      | 0      | 10    | 1     |
| Фенербахче       | 2023/24          | 1    | 0    | 1            | 0            | 0         | 0         | 0      | 0      | 2     | 0     |
| Фенербахче       | Итого            | 1    | 0    | 1            | 0            | 0         | 0         | 0      | 0      | 2     | 0     |
| Всего за карьеру | Всего за карьеру | 497  | 38   | 48           | 3            | 116       | 5         | 6      | 0      | 667   | 46    |

### Выступления за сборную
| Сборная | Год   | Отборочные матчи ЧМ | Отборочные матчи ЧМ | Финальные матчи ЧМ | Финальные матчи ЧМ | Отборочные матчи ЧЕ | Отборочные матчи ЧЕ | Финальные матчи ЧЕ | Финальные матчи ЧЕ | Матчи КК | Матчи КК | Матчи Лиги Наций УЕФА | Матчи Лиги Наций УЕФА | Товарищеские матчи | Товарищеские матчи | Итого | Итого |
| Сборная | Год   | Игры                | Голы                | Игры               | Голы               | Игры                | Голы                | Игры               | Голы               | Игры     | Голы     | Игры                  | Голы                  | Игры               | Голы               | Игры  | Голы  |
| ------- | ----- | ------------------- | ------------------- | ------------------ | ------------------ | ------------------- | ------------------- | ------------------ | ------------------ | -------- | -------- | --------------------- | --------------------- | ------------------ | ------------------ | ----- | ----- |
| Италия  | 2010  | —                   | —                   | —                  | —                  | 4                   | 0                   | —                  | —                  | —        | —        | —                     | —                     | 4                  | 1                  | 8     | 2     |
| Италия  | 2011  | —                   | —                   | —                  | —                  | 2                   | 0                   | —                  | —                  | —        | —        | —                     | —                     | 3                  | 0                  | 5     | 0     |
| Италия  | 2012  | 3                   | 0                   | —                  | —                  | —                   | —                   | 6                  | 0                  | —        | —        | —                     | —                     | 2                  | 0                  | 11    | 0     |
| Италия  | 2013  | 5                   | 0                   | —                  | —                  | —                   | —                   | —                  | —                  | 3        | 0        | —                     | —                     | 3                  | 0                  | 11    | 0     |
| Италия  | 2014  | —                   | —                   | 1                  | 0                  | 3                   | 1                   | —                  | —                  | —        | —        | —                     | —                     | 4                  | 0                  | 8     | 1     |
| Италия  | 2015  | —                   | —                   | —                  | —                  | 6                   | 0                   | —                  | —                  | —        | —        | —                     | —                     | 4                  | 0                  | 10    | 0     |
| Италия  | 2016  | 4                   | 0                   | —                  | —                  | —                   | —                   | 5                  | 1                  | —        | —        | —                     | —                     | 5                  | 0                  | 14    | 1     |
| Италия  | 2017  | 6                   | 0                   | —                  | —                  | —                   | —                   | —                  | —                  | —        | —        | —                     | —                     | 2                  | 1                  | 8     | 1     |
| Италия  | 2018  | —                   | —                   | —                  | —                  | —                   | —                   | —                  | —                  | —        | —        | 3                     | 0                     | 7                  | 1                  | 10    | 1     |
| Италия  | 2019  | —                   | —                   | —                  | —                  | 10                  | 1                   | —                  | —                  | —        | —        | —                     | —                     | —                  | —                  | 10    | 1     |
| Италия  | 2020  | —                   | —                   | —                  | —                  | —                   | —                   | —                  | —                  | —        | —        | 4                     | 0                     | —                  | —                  | 4     | 0     |
| Италия  | 2021  | 6                   | 0                   | —                  | —                  | —                   | —                   | 7                  | 1                  | —        | —        | 1                     | 0                     | 1                  | 0                  | 15    | 1     |
| Италия  | 2022  | —                   | —                   | —                  | —                  | —                   | —                   | —                  | —                  | —        | —        | 2                     | 0                     | 4                  | 0                  | 6     | 0     |
| Италия  | 2023  | —                   | —                   | —                  | —                  | —                   | —                   | —                  | —                  | —        | —        | 1                     | 0                     | —                  | —                  | 1     | 0     |
| Италия  | Итого | 24                  | 0                   | 1                  | 0                  | 25                  | 2                   | 18                 | 2                  | 3        | 0        | 11                    | 0                     | 39                 | 3                  | 121   | 8     |